# Amiantifera di Balangero
(Primo Levi, Il sistema periodico)
L'Amiantifera di Balangero è una miniera a cielo aperto di amianto situata in provincia di Torino che fu attiva dal secondo decennio del XX secolo fino al 1990. Fu la più grande miniera di amianto in Europa e una tra le prime nel mondo; copriva una buona parte dei territori comunali di Balangero e di Corio.

## Storia

### Societaria
Il giacimento di amianto a Balangero, sul Monte San Vittore, venne scoperto nel 1904 dal comm. Callisto Cornut e negli anni successivi vennero eseguiti i primi studi per valutare e stimare la presenza di amianto nel giacimento. Nel 1913 la ditta G. Lavelli di Milano procedette allo studio del giacimento e nel 1918 venne fondata la Società Anonima Cave di San Vittore (con l'appoggio di un gruppo di azionisti piemontesi e romani con a capo il barone Alessandro Celesia di Vegliasco e un capitale sociale di lire 1.750.000). Questa società venne sostenuta, oltre che dagli azionisti, anche dal Banco di Santo Spirito, dal Credito Italiano e dall'I.R.I. e nel 1935 venne ceduta da quest'ultima alla società Dalmine. Negli anni '40 passò infine al gruppo Finsider.
Le attività di estrazione vennero avviate nella primavera del 1918 (anche se il primo impianto di macinazione e separazione dell'amianto entrò in funzione nel 1921 e era capace di lavorare appena 500-600 tonnellate al giorno di roccia grezza). Negli anni successivi vennero potenziate le opere di scavo e ingranditi e ampliati gli impianti (con la costruzione di un nuovo edificio per la frantumazione e un disintegratore a martelli oscillanti) e le strade di accesso. Nel 1926 vennero inaugurati i primi impianti meccanici di trasporto per aumentare la produzione a 3.000 tonnellate di roccia al giorno e l'anno dopo entrò in funzione un nuovo fabbricato per la frantumazione dalla capacità di 9 tonnellate al giorno di fibra: la produzione salì fino ad arrivare alle 36.000 tonnellate annue. Successivamente vennero edificati un acquedotto, un nuovo complesso di impianti ed un laboratorio fisico-chimico per il controllo della qualità del prodotto finito.

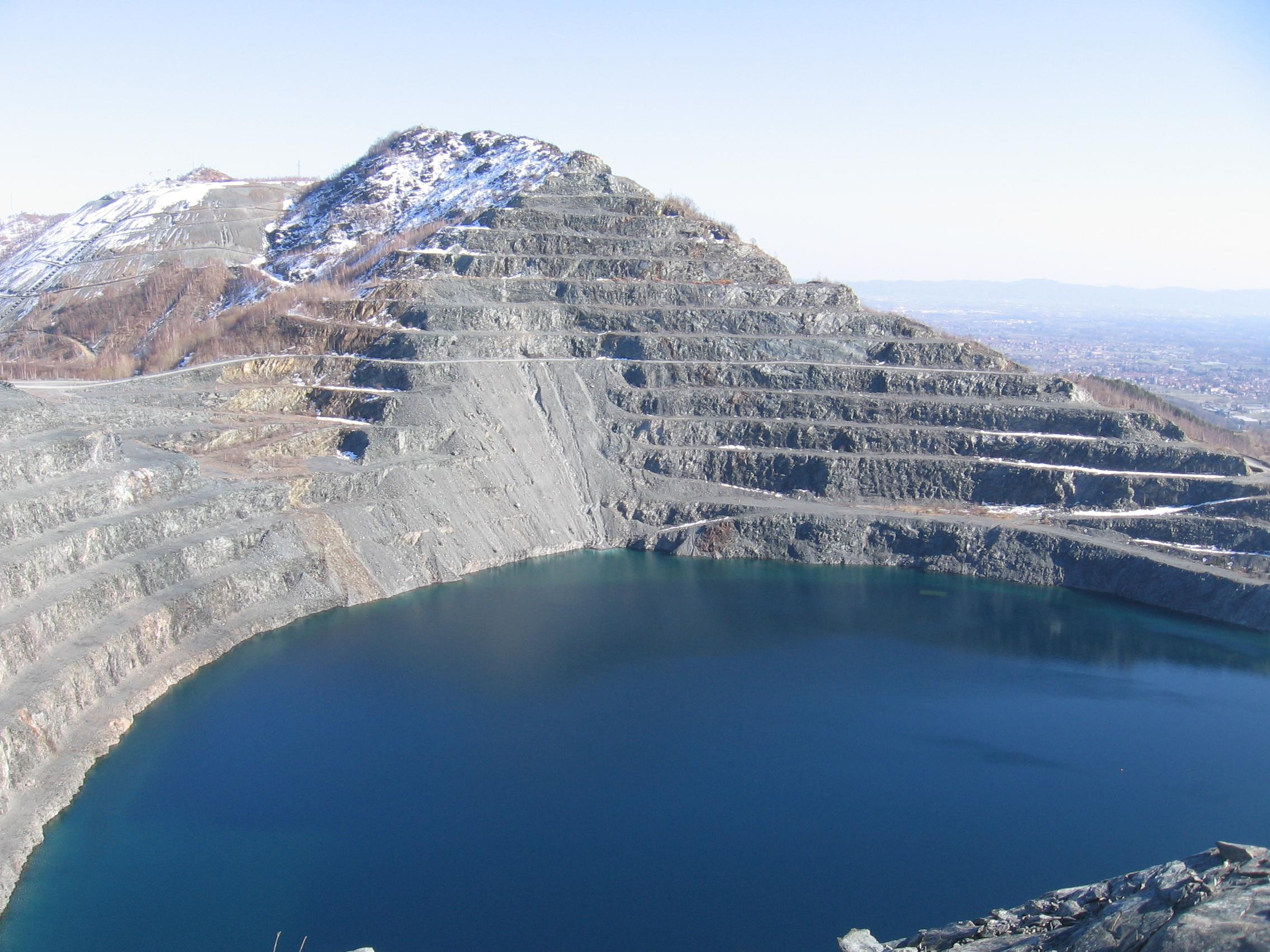
Una veduta dei gradoni dell'Amiantifera con, al fondo, il lago di cava che si è creato

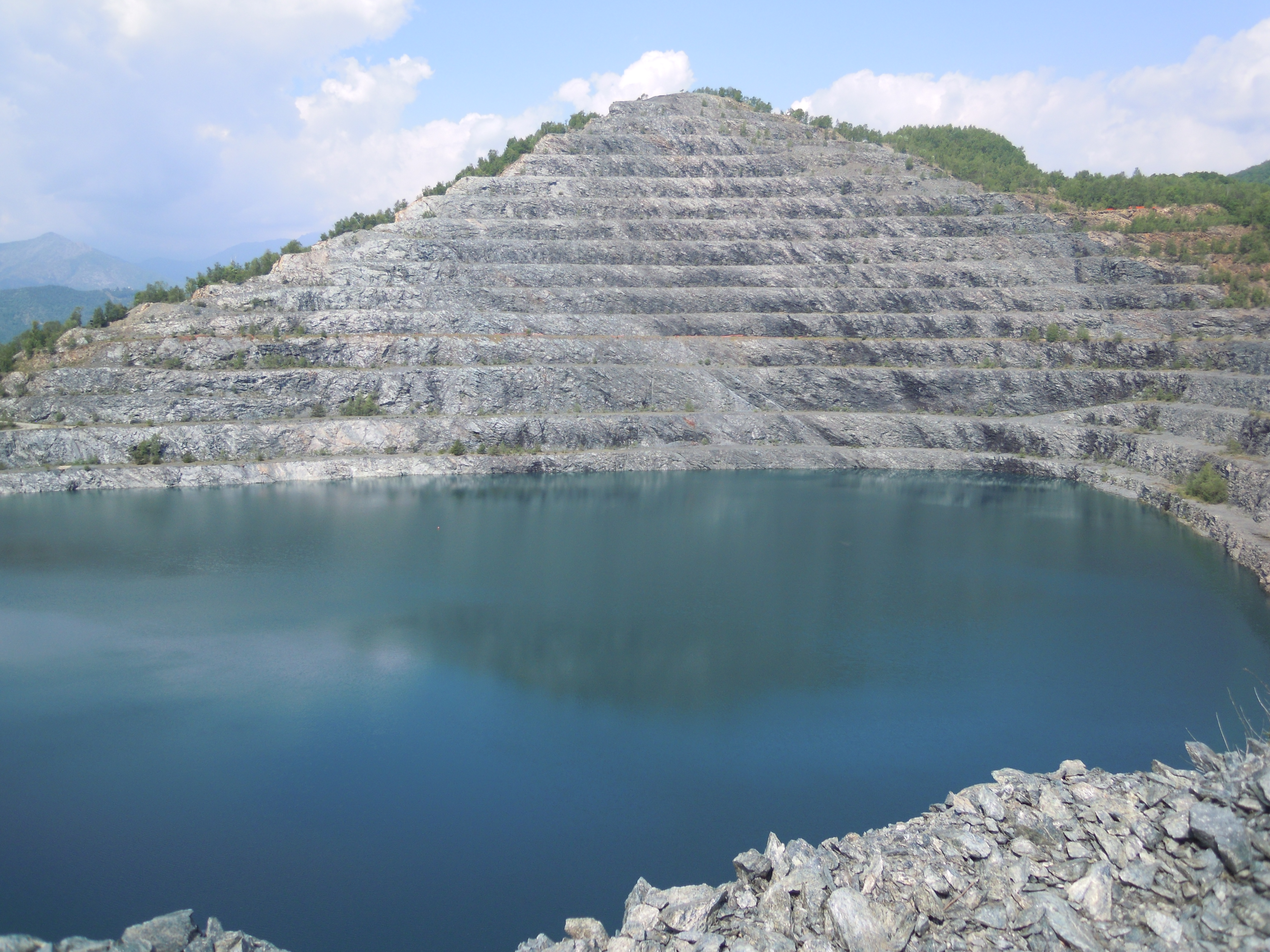
In direzione ovest

Nel 1951 le azioni dell'Amiantifera vennero cedute dall'IRI alle aziende Manifatture Colombo ed Eternit e, conseguentemente, venne fondata (e gestita per circa 30 anni, fino al 1982) da Rinaldo Colombo la nuova società Amiantifera di Balangero S.p.A.; la Società Cave di San Vittore svolse solo una funzione puramente commerciale e mantenne il mandato di incaricata in esclusiva per la vendita dei prodotti dell'Amiantifera di Balangero.
Quando nel 1954 venne messa in liquidazione definitiva la Società Cave di San Vittore, il contratto di rappresentanza venne stipulato con la società Mineraria Italiana S.c.r.l. di Milano, già subagente della fallita Società Cave di San Vittore.
Negli anni successivi la produzione e la vendita di amianto aumentò considerevolmente, e si vietarono le visite alla miniera da parte di esponenti di industrie concorrenti per evitare l'"esportazione" delle tecniche di lavoro che venivano utilizzate a Balangero. Dal 1962, anno in cui l'ing. Angellotti divenne il direttore dello stabilimento, si raggiunsero negli anni dei risultati di produzione mai visti prima, e ci si iniziò ad avvalere delle tecniche meccanizzate per il confezionamento (insaccatura) e l'imballo del minerale estratto (il reparto in cui la salute degli operai era più a rischio in quanto, fino ad allora, il procedimento era fatto interamente a mano).
In pieno boom di produzione, nel 1983 l'Amiantifera di Balangero S.p.A. venne ceduta dalla Eternit e dalle Manifatture Colombo ai fratelli Puccini di Roma, ma nel giro di 7 anni la società subì una grave involuzione e nel 1990 venne chiusa per fallimento ed i dipendenti licenziati (senza stipendio per alcune mensilità). Nel 1992 venne infine emanata la legge n. 257 con la quale si bandì in Italia l'uso dell'amianto sotto qualsiasi forma. L'articolo 11 indica appositamente le modalità di "Risanamento della miniera di Balangero".

### Industriale

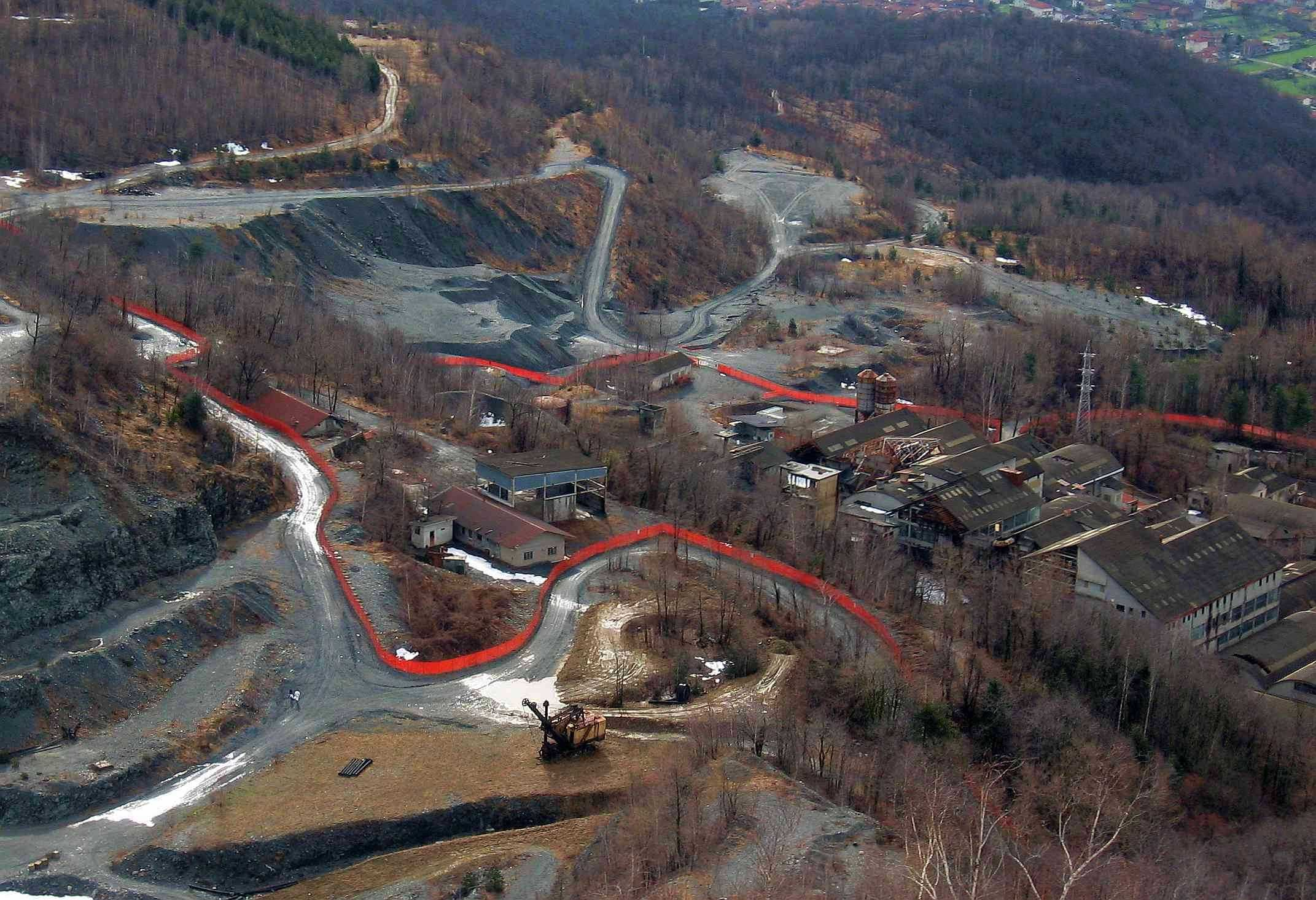
Gli stabilimenti nel 2009

I primi macchinari e capannoni vennero acquistati ed edificati con la fondazione della Società Anonima nel 1918 e servivano per la produzione di amianto in 3 diversi modi diversi per ottenere, alla fine del processo di lavorazione, Eternit, feltro o polvere. Nella seconda metà del 1918 vennero costruiti i capannoni e le strade di accesso alla futura cava, così come venne acquistato dalla società un terreno a nord della Stazione di Balangero che sarebbe servito per le operazioni di trasporto e invio su rotaia del materiale estratto. Nel 1919 si provvide ad assemblare i macchinari provenienti dal Canada e i forni Grossley che sarebbero serviti per essiccare le fibre una volta estratte.
Visti i gravi ritardi nella produzione, nel 1920 la società effettuò delle verifiche dalle quali emerse che la situazione dei lavoratori nella miniera era buona, ma il fronte d'attacco era a picco e quindi assai pericoloso in quanto sussisteva un forte rischio di sganciamento dei blocchi di roccia; i motori per alcune macchine erano sottodimensionati mentre per altre sovradimensionati; il macchinario che veniva utilizzato per l'estrazione, chiamato "giumbo" e costruito in America, era di scarsa qualità e non esistevano pezzi di ricambio; era stato costruito un reparto per la separazione del materiale dalla roccia grezza ma era rimasto inutilizzato; non esistevano protezioni per gli operai contro le parti pericolose delle macchine e per il problema della polvere ed inoltre il rapporto tra direttore (De Maison) e gli operai era pessimo, arrivando questi ultimi persino ad atti di sabotaggio della lavorazione, gettando via il materiale ricco di fibra e mettendo in lavorazione quello di scarsissima qualità.
Sostituito così il direttore con l'ing. Eva. nel 1921 si avviò la produzione e si sperimentarono diversi prodotti per accontentare le richieste del maggior numero possibile di clienti: polvere per la fabbricazione di lastre, l'"asbestic" per produrre mattonelle, ghiaia per ottenere calcestruzzo e feltro per il cartone.
Il sistema di estrazione usato allora era chiamato Glory hole: prevedeva la creazione di scavi ad imbuto attraverso i quali i blocchi di roccia, staccati mediante cariche d'esplosivo da minatori appesi a funi, venivano fatti cadere nel fondo dell'imbuto e raccolti su vagoncini che percorrevano una galleria trainati da locomotive. Nella miniera erano presenti 6 imbuti a Glory hole chiamati Celesia, Barutello, S. Barbara, Zero e Bellezza, tutti vicini e con la quota di carico del minerale a 666 m s.l.m. (tranne l'imbuto Onorato che era a 739 m s.l.m. ma il cui minerale, tramite l'omonima galleria, veniva portato a quota 666 m s.l.m.). Giunto all'aria aperta il materiale grezzo era pronto a subire i trattamenti susseguenti di frantumazione, essiccazione, separazione ed insaccatura. Per evitare la frantumazione delle fibre nel momento della caduta nell'imbuto, l'ing. Eva propose la creazione di un piano inclinato per trasferire i blocchi di roccia dalla miniera al macchinario di frantumazione. Negli anni tra il '23 ed il '26 venne acquistato un nuovo macchinario più grosso per la frantumazione e fabbricato dei silos in cui era accumulato il materiale grezzo estratto.
Nel 1926 venne poi installato un frantoio per ridurre la pietra a un diametro di 10 cm e successivamente a 5 cm; venne acquistato un sistema di forni per ridurre l'umidità fino all'1% e un sistema Tubemill, all'interno del quale delle sfere di ercolite riducevano il materiale grezzo a un diametro di 6 mm e una corrente d'aria aspirata rimuoveva la fibra che si liberava durante la frantumazione della roccia. Con questo nuovo impianto la lavorazione effettiva passò alle 24 ore al giorno. A quell'epoca i lavori di ricerca e di sfruttamento erano quindi in una fase avanzata ed erano state eseguite 6 gallerie principali e 4 fornelli di cava: nel versante di Balangero vi era la galleria Onorato (inferiore e superiore, rispettivamente a 666 e 739 m s.l.m. di quota), quella Celesia (ribasso e superiore, a 666 e 700 m s.l.m.) e la galleria S. Barbara (666 m s.l.m.); nel versante di Corio vennero scavate soltanto le gallerie Cornut inferiore e superiore (750 e 770 m s.l.m.). I fornelli di cava erano chiamati Pozzo Nero, Pozzo Celesia, Pozzo S. Barbara e Pozzo Onorato.
Negli anni dal 1942 al 1948 vennero fatti dei tentativi da parte della società S.A.N.I. (Società Anonima Nichelio Italiana) di estrarre anche il nichel dalle rocce del Monte San Vittore, ma tali ricerche non portarono ai frutti desiderati e il tentativo venne abbandonato. Nel 1944-45 l'attività si ridusse sensibilmente a causa dello scarso assorbimento del mercato interno (si era in regime di autarchia) ma la pausa nella produzione venne sfruttata per eseguire ricerche e per migliorare ed ingrandire i reparti di frantumazione e selezione della miniera. Nel 1946 venne superato il livello produttivo pre-bellico con circa 28.000 tonnellate di amianto estratto ed in seguito, nel 1948, grazie all'ammodernamento ed al potenziamento degli impianti la produzione arrivò a 35.350 tonnellate. Dal 1919 fino al 1929 la produzione di amianto ottenuta dai cantieri di San Vittore, complessivamente, ammontò a 20.553 tonnellate, mentre da quando, nel 1930, venne introdotta la distinzione fra amianto in fibra e amianto in polvere, la produzione di quest'ultimo passò da 100 tonnellate nel 1953 a 1.800 tonnellate negli anni successivi (anche se subì, negli anni successivi, alternate vicende dovute a difficoltà di utilizzare nel territorio nazionale e nelle esportazioni questo prodotto di scarso valore).

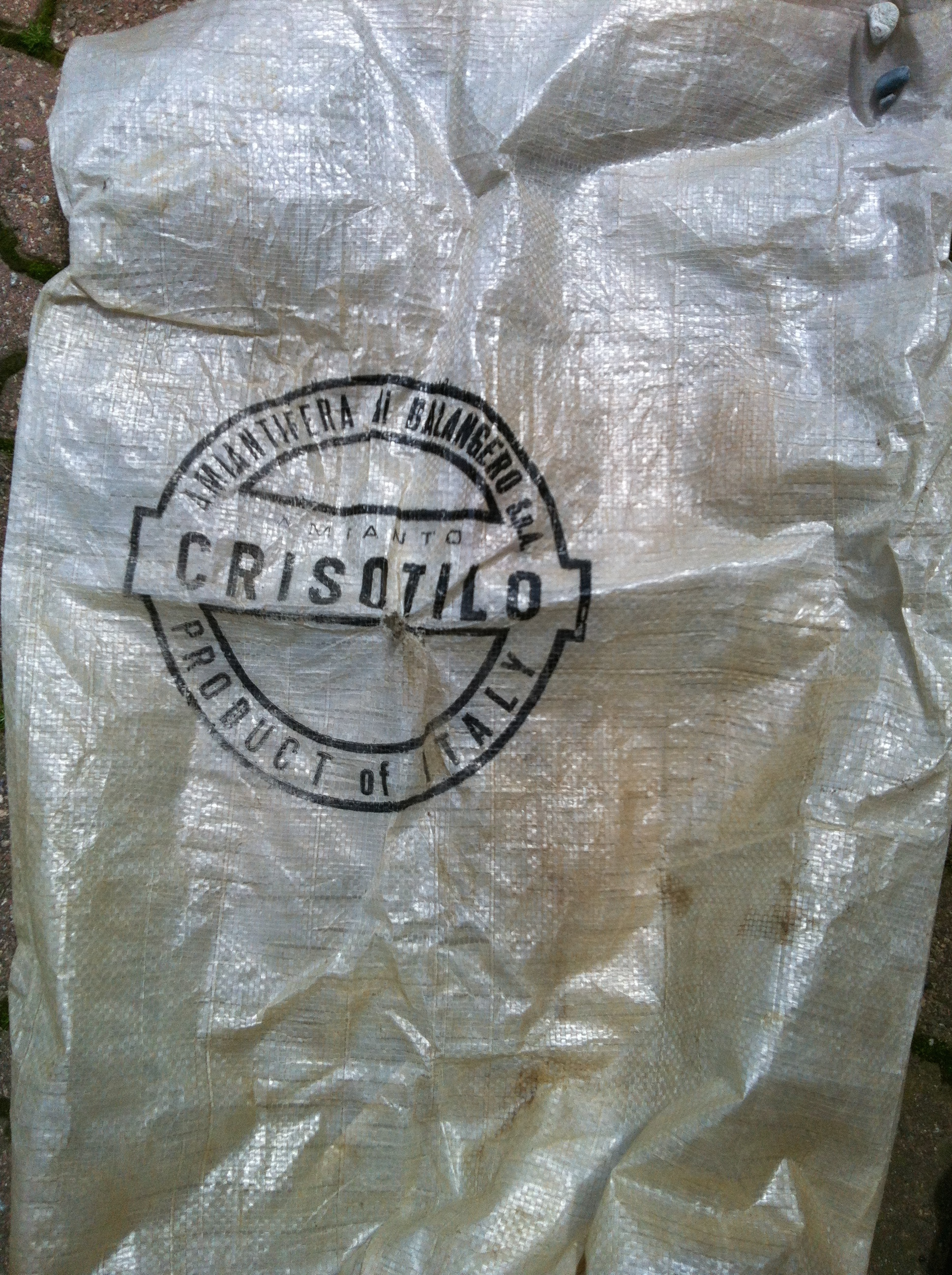
Sacco di amianto Crisotilo proveniente dall'Amiantifera di Balangero

Prima del 1956 vennero studiati alcuni metodi per migliorare l'estrazione del minerale e i risultati furono ottimi, così tra il 1956 e il 1960 si passò dalla tradizionale coltivazione a Glory hole alla coltivazione a gradoni meccanizzati: la miniera a glory hole aveva numerosi inconvenienti, tra i quali la pericolosità di scavo (in quanto le pendenze erano elevate e, quando pioveva, la roccia diventava scivolosa ed era impossibile far defluire le acque) e inoltre, ogni due anni, era necessario cambiare la posizione degli imbuti di carico a causa dell'avanzamento dei lavori di scavo. Negli stabilimenti la fibra d'amianto era estratta per via pneumatica e, se vi era un tasso di umidità nella roccia oltre all'8% la resa si dimezzava rispetto a una roccia asciutta. Venne così deciso il nuovo metodo di estrazione e, nel giro di 5-6 anni, si riuscirono a eliminare gli imbuti della lavorazione a Glory hole: la zona di scavo assunse la forma di un semi anfiteatro con gradoni alti 12 metri ciascuno e larghi 8-10 metri. Con la meccanizzazione dei gradoni si aumentò la produzione di fibra, passando dalle 20.000 tonnellate annue degli anni precedenti alle 35-40.000 tonnellate all'anno. Si dovettero di conseguenza ampliare i capannoni di lavorazione e vennero soppressi i trenini che caricavano dai fornelli dei Glory hole.

L'essiccatoio rotante presente all'Amiantifera negli anni '70

Verso la fine del 1968 arrivò alla miniera un enorme frantoio mobile, costruito appositamente, che venne posizionato sul piazzale della cava e collegato, tramite nastri mobili, ai capannoni di lavorazione; inoltre, negli anni '70 la produzione di fibra aumentò progressivamente comportando, conseguentemente, l'acquisto di nuovi mezzi ed il miglioramento delle tecnologie di lavorazione. Al fine di ottimizzare la produzione si provvedette anche allo sfruttamento del materiale povero, ossia delle polveri d'amianto: vennero così smaltite grandi quantità di polveri di amianto, utilizzate soprattutto come riempitivi nei conglomerati bituminosi. Nel 1970 venne installato un impianto di insilamento delle fibre prodotte per ridurre drasticamente la polverosità ambientale, ed anche la pulitura delle macchine, fino ad allora effettuata tramite soffi di aria compressa, venne effettuata con un impianto centralizzato di aspirazione con filtri collegato a una rete di tubazioni che andavano ai diversi macchinari.
Negli anni '70 il parco macchine venne raddoppiato rispetto agli anni '50 con mezzi molto più affidabili e potenti. Nel periodo 1981-82 venne eseguita un'ulteriore campagna di sondaggi per poter conoscere l'andamento e l'estensione della mineralizzazione tra quota 600 m e 500 m e si notò come la massa principale di asbesto ben mineralizzata proseguiva verso il basso fino a quota 400 m s.l.m. Negli anni '80 vennero acquisiti nuovi macchinari e venne ammodernata una parte notevole delle linee di lavorazione rendendo la miniera, la più grande cava di amianto in Europa, tecnologicamente avanzata. Nel 1990 però la miniera venne definitivamente chiusa nonostante ci fossero ancora oltre 18 milioni di tonnellate di amianto da estrarre e negli ultimi mesi di lavorazione veniva estratto il minerale più ricco eliminando la minor quantità possibile di roccia sterile.

## Dal 1990 in poi

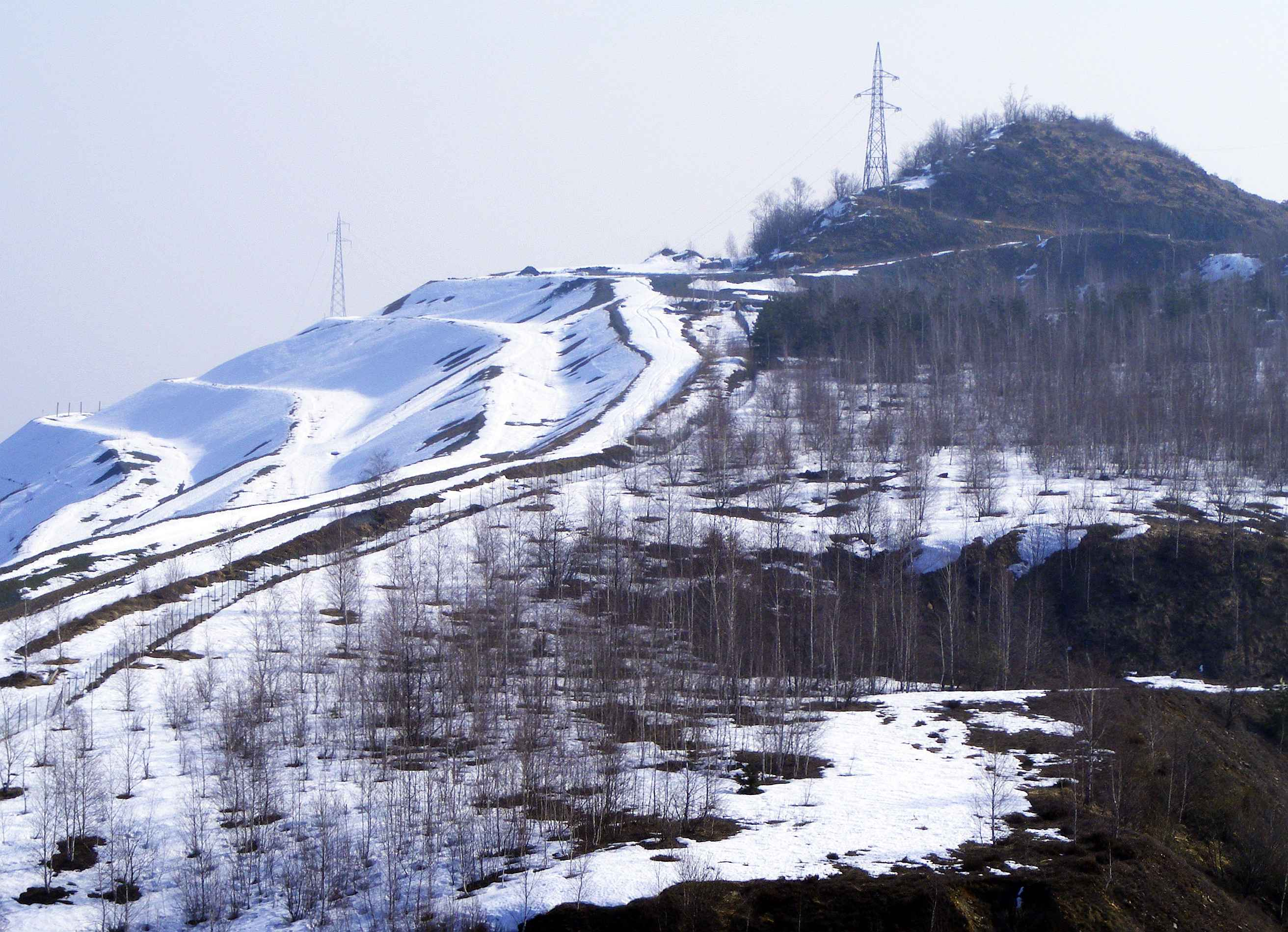
La grande discarica di inerti sul lato Fandaglia

Passato circa un anno dalla chiusura, alcune società tentarono di rilevare la concessione della miniera fino al 1995, ma le trattative tra la ditta fallita e le nuove società non arrivarono alla conclusione. Venne fondata da alcuni ex-minatori una cooperativa per tentare di avviare opere di coltivazione o di bonifica della miniera, anche in questo caso vanamente.
Dal 1990 la miniera venne abbandonata al suo destino e subì notevoli atti vandalici: i pochi camion da miniera, l'escavatore idraulico, la pala gommata ed alcuni mezzi per la manutenzione della cava che rimasero vennero praticamente distrutti dai vandali e furono portati via nel 1994, mentre nei capannoni rimasero i macchinari per la lavorazione della fibra.
Il lago formatosi grazie alle acque meteoriche e sorgive, situato nel piazzale della cava (a 600 m s.l.m.), è cresciuto notevolmente formando un esteso lago di cava che è risalito di oltre 50 metri sommergendo il frantoio mobile che si trova ancora oggi nell'acqua.
Nel 1994 si è costituita una società a capitale privato per eseguire i lavori di smontaggio delle strutture per la lavorazione dell'amianto, ma verso l'anno 2000 questa società ha cessato i lavori mentre attualmente si procede lentamente alla bonifica totale della miniera da parte di un'altra società a responsabilità limitata, a capitale interamente pubblico, con la denominazione sociale di “R.S.A. s.r.l. – Società per il risanamento e lo sviluppo ambientale dell'ex miniera di amianto di Balangero e Corio”.
Nel 2007 è andata consolidandosi l'ipotesi di costruire, sui gradoni della ex miniera, un grande campo per la produzione di energia fotovoltaica costituito da 5 campi fotovoltaici in cui saranno installati 21.300 moduli da circa 170 Watt cadauno, per una potenza di picco totale prevista intorno ai 3,8 Mwp. Nel 2010 è stato bandito dalla R.S.A. un concorso per la riqualificazione e sviluppo del sito minerario con la partecipazione dell'ordine degli Architetti della Provincia di Torino.

## Titolo delle fibre

Tabella ufficiale dell'Amiantifera di Balangero S.p.A. indicante la suddivisione in gruppi dell'amianto lavorato

Per determinare il titolo delle fibre di amianto greggio si usava, per il mercato internazionale, una macchina di origine canadese. La macchina consisteva in una serie di quattro cassette di legno lunghe 24 ½ pollici (662 mm), larghe 14 ¾ pollici (374 mm), profonde 3 ½ pollici (89 mm).
Le cassette si mettevano una sull'altra numerate dall'alto in basso con 1, 2, 3 e 4.
I fondi delle cassette 1, 2 e 3 erano di rete metallica con le seguenti caratteristiche:
- cassetta N. 1 - luce foro ½ pollice (12,7 mm), diametro filo 0,105 pollici (2,66 mm);
- cassetta N. 2 - foro 4 mesh (luce foro 4,78 mm), diametro filo 0,063 pollici (1,57 mm);
- cassetta N. 3 - foro 10 mesh (luce foro 1,35 mm), diametro filo 0,047 pollici (1,19 mm).

La cassetta 4 aveva il fondo pieno. Le cassette poggiavano su una tavola alla quale un eccentrico di 25/32 pollici (19,9 mm) dava un movimento di 25/16 pollici (39,8 mm).
Per fare la prova si mettevano 16 once (453 g) di amianto sulla cassetta 1, si copriva e si poneva in moto. La macchina compiva 328 giri al minuto e girava per 1 minuto e 50 secondi: l'eccentrico dava alle cassette un movimento orizzontale a scosse.
Compiuti i 600 giri si pesava l'amianto rimasto su ogni scatola. Per esempio la fibra del tipo 4-7-4-1 dava alla prova: 4 once sulla cassetta l; 7 once sulla cassetta 2; 4 once sulla cassetta 3; 1 oncia sulla cassetta 4. Più fibra rimaneva sulle scatole superiori, più alto era il valore della fibra.
Quindi il tipo 4-7-4-1 era più pregiato del tipo 0-0-10-6 poiché alla prova aveva dato: 0 once sulle cassette 1 e 2; 10 once sulla cassetta 3 e 6 once sulla cassetta 4.
I tipi 1 e 2 (crudo) venivano determinati su appositi stacci.
I tipi 7-20 e inferiori venivano determinati a mezzo del peso specifico: il campione doveva essere soffice e non compresso.

## L'Amiantifera nella letteratura

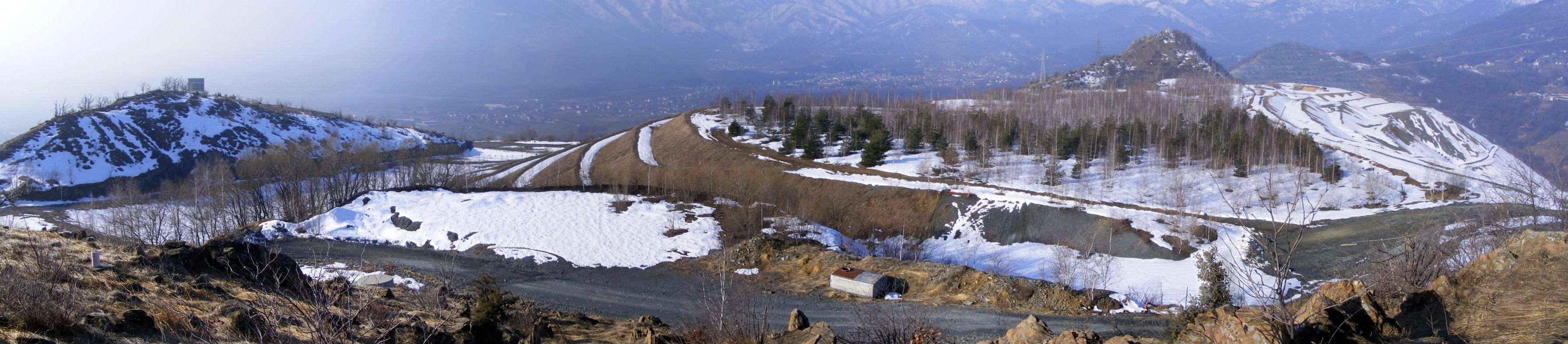
Panoramica dal Monte Rolei (899 m) nel 2009

L'Amiantifera di Balangero è citata nelle opere di due tra i più noti scrittori italiani del Novecento: Primo Levi e Italo Calvino. Primo Levi ambientò nella miniera il racconto a sfondo autobiografico Nichel contenuto nella raccolta Il sistema periodico: lo scrittore torinese vi aveva infatti lavorato nel novembre del 1941, appena dopo aver conseguito la laurea in chimica.
Vari anni più tardi anche Italo Calvino ebbe a che fare con l'Amiantifera: nel 1954 venne inviato a Balangero, come redattore del quotidiano l'Unità, per descrivere una vertenza dei lavoratori della miniera contro la proprietà. Su tale vertenza e sulle condizioni di lavoro degli operai Calvino scrisse poi un lungo reportage intitolato La fabbrica nella montagna.